# Scenocharops montanus
Scenocharops montanus är en stekelart som beskrevs av Gupta och Maheshwary 1971. Scenocharops montanus ingår i släktet Scenocharops och familjen brokparasitsteklar. Inga underarter finns listade i Catalogue of Life.